# Ромеро, Бланка
Бланка Ромеро (исп. Blanca Romero, род. 2 июня 1976) — испанская актриса, модель и певица, наиболее известна по роли Ирене в телесериале «Физика или химия». Имеет перуанские и цыганские корни.

## Биография
Бланка Ромеро родилась 2 июня 1976 года в городе Хихон, Астурия. В 14 лет она впервые приняла участие в показе в местном бутике, после чего она заинтересовалась миром моды. В 17 лет она уехала в Мадрид, а уже через два года оказалась в Париже, где снималась для таких брендов как Givenchy и Madame. В 2008 году Бланка приняла участие в ЭКСПО-2008 в Сарагосе, снимается обнажённой в журнале ELLE.
В 2001 году, Бланка увлеклась музыкой, записав свою первую песню, когда не могла выходить из дома с друзьями в Хихоне в страшное время. В течение этих 15 дней она писала.
Телевизионная карьера Бланки началась со съёмок в шоу Puntodoc (канал Antena 3) и El club de Flo (канал laSexta). В 2008 году она приняла предложение о съемках в телесериале «Физика или химия», где сыграла роль Ирене Кальво, преподавателя философии. Также Бланка принимала участие в качестве эксперта в испанской версии шоу «Топ-модель по-американски», участвовала в других передачах на испанском телевидении.
Она дебютировала в кино в 2009 году с фильмом «После», к концу 2011 года вышел фильм «Мертвых не трогай, детка», и в 2012 году будет выпущен фильм «Конец».
В 1996 году родила дочь Люси. Имела личные отношения с Хоакином Кортесом, в 2001—2004 годах была замужем за известным испанским матадором Каетано Ривера Ордоньесом.

## Фильмография
| Год               | Название                 | Оригинал названия             | Роль         |
| ----------------- | ------------------------ | ----------------------------- | ------------ |
| 2008 - 2009, 2011 | Физика или химия         | Física o Química              | Ирене Кальво |
| 2009              | Afterparty               | After                         | Ана          |
| 2011              | Мертвых не трогай, детка | Los muertos no se tocan, nene | ?            |
| 2012              | Конец света              | Fin                           | Кова         |
| 2012 - 2013       | Остров                   | L'isola                       | Тара Рива    |

## Награды
| Год  | Категория                                     | Фильм      | Результат |
| ---- | --------------------------------------------- | ---------- | --------- |
| 2009 | Премия Cosmopolitan Fun Fearless Female       | Afterparty | Победа    |
| 2009 | Премия Гойя за лучший женский актёрский дебют | Afterparty | Номинация |